# Hôtel d'Andlau (Sélestat)
Pour les articles homonymes, voir Hôtel d'Andlau.
L'hôtel d'Andlau est un monument historique situé à Sélestat, dans le département français du Bas-Rhin.

## Localisation
Ce bâtiment est situé au 4, rue du Babil à Sélestat.

## Historique
L'édifice fait l'objet d'une inscription au titre des monuments historiques depuis 1931.

## Architecture

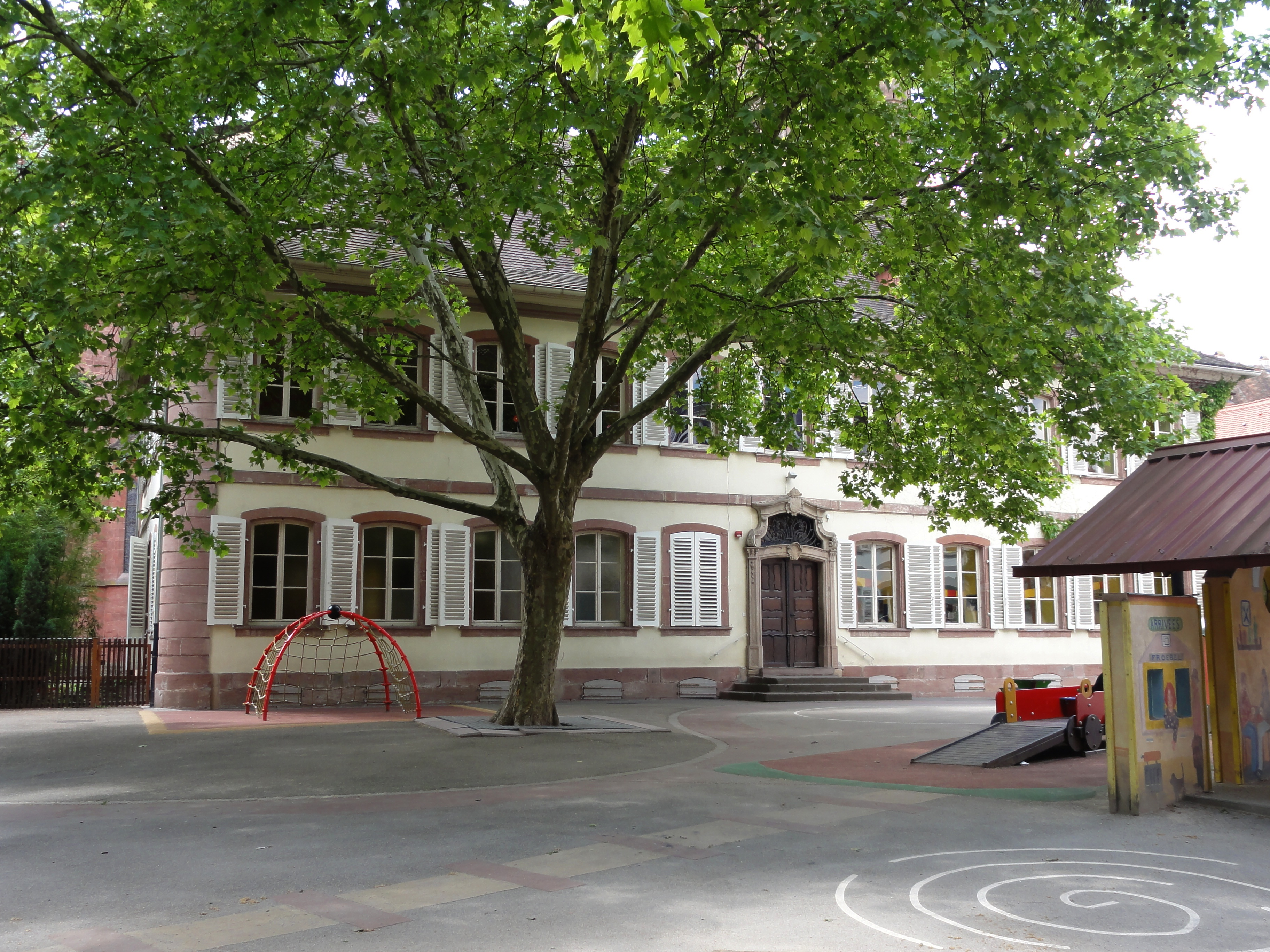
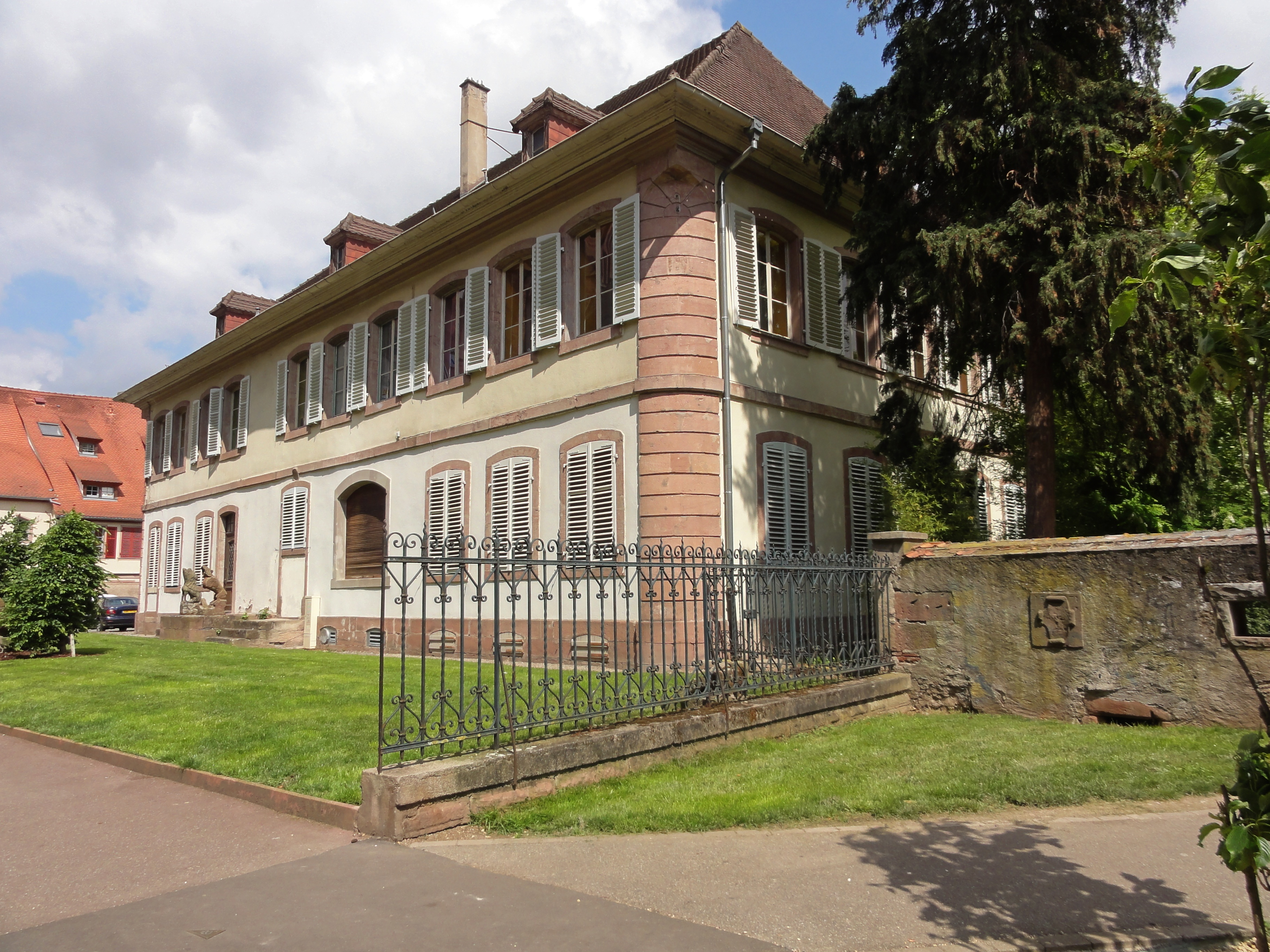
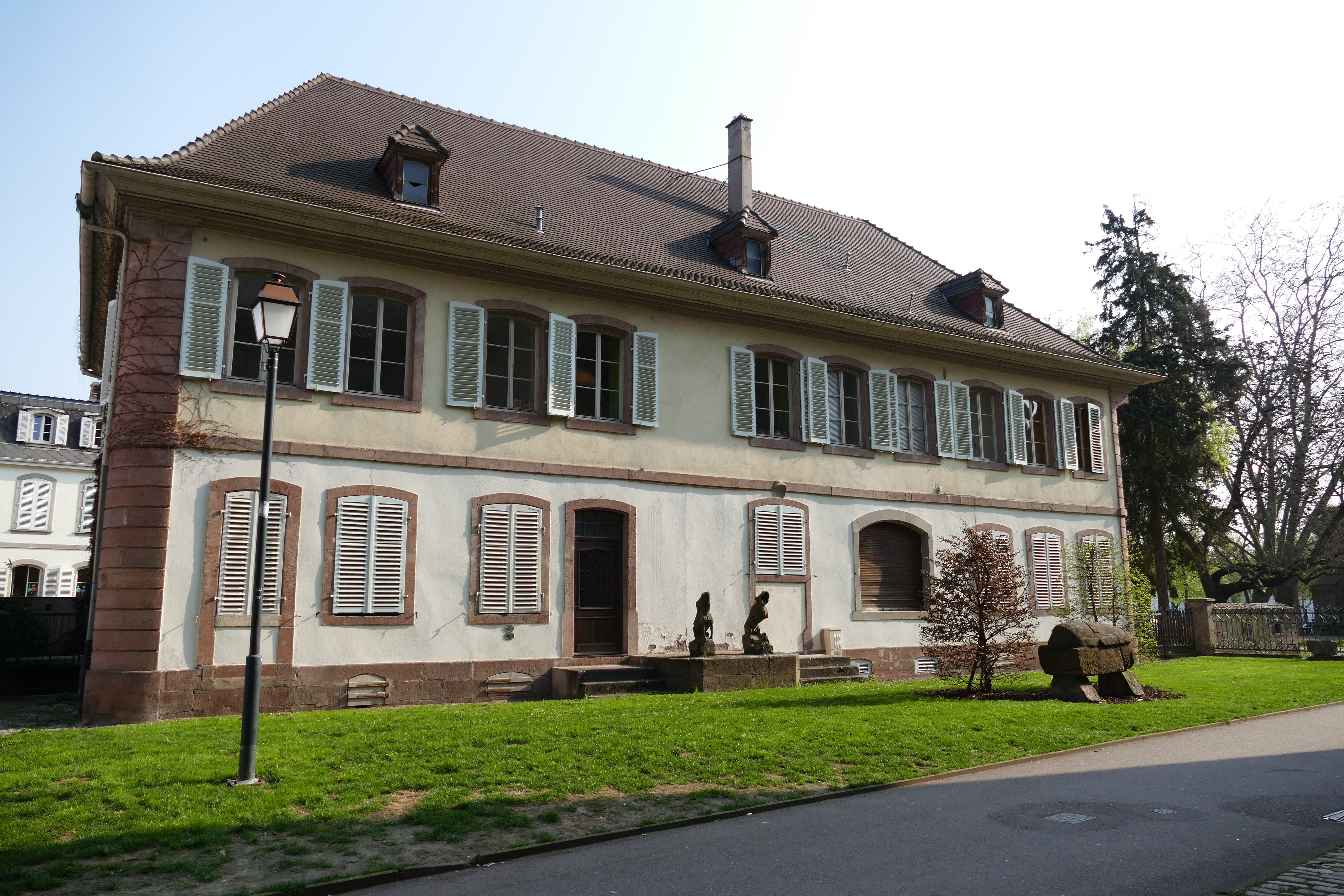
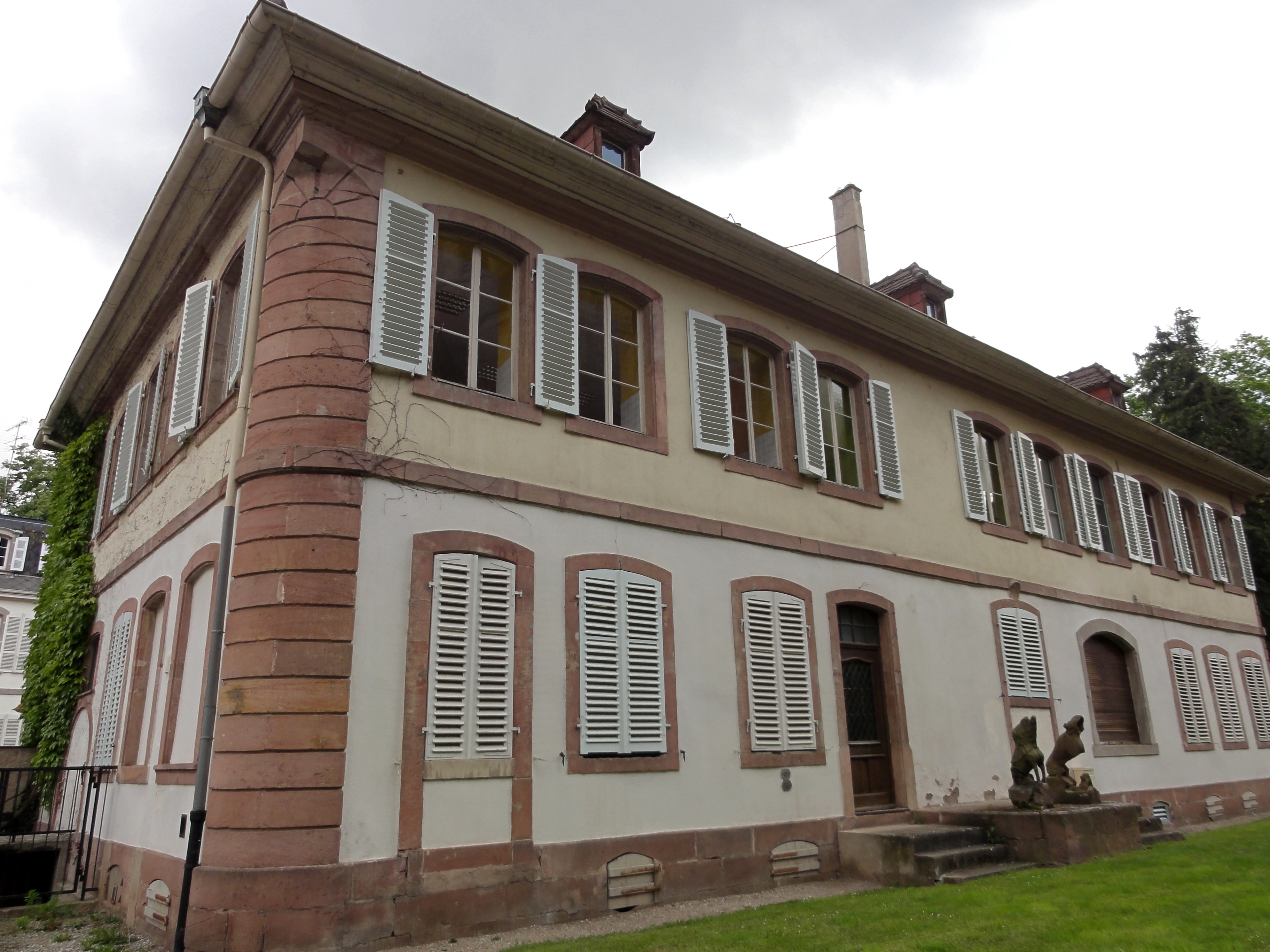